# تشارلز لابوينت
تشارلز لابوينت هو سياسي كندي، ولد في 17 يوليو 1944 في كندا. حزبياً، نشط في الحزب الليبرالي الكندي. انتخب عضو مجلس العموم الكندي.